# Cecil-Bishop
Cecil-Bishop es un lugar designado por el censo ubicado en el condado de Washington en el estado estadounidense de Pensilvania. En el año 2000 tenía una población de 2,585 habitantes y una densidad poblacional de 309 personas por km².

## Geografía
Cecil-Bishop se encuentra ubicado en las coordenadas 40°19′20″N 80°11′20″O / 40.32222, -80.18889.

## Demografía
Según la Oficina del Censo en 2000 los ingresos medios por hogar en la localidad eran de $50,607 y los ingresos medios por familia eran $55,900. Los hombres tenían unos ingresos medios de $45,865 frente a los $26,685 para las mujeres. La renta per cápita para la localidad era de $19,639. Alrededor del 7.5% de la población estaba por debajo del umbral de pobreza.